# Young Power
Young Power – polski zespół grający free jazz z elementami rocka.

## Historia
Powstał w 1986 założony przez grającego na flecie Krzysztofa Popka oraz grającego na instrumentach perkusyjnych Krzysztofa Zawadzkiego. Popkowi i Zawadzkiemu towarzyszyło w zespole wielu wybitnych polskich muzyków jazzowych i rockowych m.in.: Antoni „Ziut” Gralak (trąbka), Robert Majewski (trąbka), Piotr Wojtasik (trąbka), Grzegorz Nagórski (puzon), Włodzimierz „Kinior” Kiniorski (saksofon), Aleksander Korecki (saksofon), Adam Wendt (saksofon), Krzysztof Głuch (instr. klawiszowe), Zbigniew Jakubek (instr. klawiszowe), Wojciech Niedziela (instr. klawiszowe), Bernard Maseli (wibrafon), Grzegorz Kapołka (gitara), Andrzej Urny (gitara), Marcin Pospieszalski (gitara basowa), Jerzy Piotrowski (perkusja), Andrzej Ryszka (perkusja), Piotr „Jackson” Wolski (perkusja), Jorgos Skolias (śpiew) oraz Ewa Uryga (śpiew).
Jeszcze w tym samym roku grupa wzięła udział w festiwalach: Jazz nad Odrą i Jazz Jamboree, gdzie swoimi kompozycjami zyskała sobie przychylność krytyków. Popek – główny aranżer i kompozytor zespołu – został nagrodzony później przez Sekcję Publicystów Polskiego Stowarzyszenia Jazzowego za działalność artystyczną (1986) oraz przez Program III Polskiego Radia (1987). We wrześniu 1986 muzycy przystąpili w studiu Polskiego Radia w Poznaniu do nagrań na debiutancki album Young Power, który ukazał się w roku następnym.
W 1987 Young Power wystąpił ponownie na „Jazz Jamboree”, a także w Szwecji (Sztokholm) i RFN. Po wydaniu płyty, został wybrany big-bandem roku przez miesięcznik „Jazz Forum” (później był jeszcze nim dwukrotnie: w 1988 i w 1990), a Krzysztof Popek muzykiem roku. W listopadzie grupa – ponownie w poznańskim studiu – przystąpiła do rejestracji materiału na drugi album Nam Myo Ho Renge Kyo, który ukazał się w 1988.
Zanim zespół zawiesił działalność w 1990, nagrał w Warszawie w kwietniu i sierpniu 1989 trzeci album Man of Tra z gościnnym udziałem m.in. Michała Urbaniaka i Tomasza Stańki.
W 1991 Polskie Nagrania „Muza” wydały płytę Young Power na której znalazły się wybrane kompozycje z dwóch pierwszych albumów grupy.

## Muzycy
- Krzysztof Popek – flet, lider zespołu
- Krzysztof Zawadzki – instr. perkusyjne
- Antoni „Ziut” Gralak – trąbka
- Robert Jakubiec – trąbka
- Robert Majewski – trąbka
- Piotr Wojtasik – trąbka
- Grzegorz Nagórski – puzon
- Bronisław Duży – puzon
- Włodzimierz „Kinior” Kiniorski – saksofon
- Marek Kazana – saksofon
- Aleksander Korecki – saksofon
- Adam Wendt – saksofon
- Waldemar Leczkowski – saksofon
- Krzysztof Głuch – instr. klawiszowe
- Zbigniew Jakubek – instr. klawiszowe
- Wojciech Niedziela – instr. klawiszowe
- Bernard Maseli – wibrafon
- Mariusz Gregorowicz – wibrafon
- Henryk Gembalski – skrzypce
- Grzegorz Kapołka – gitara
- Andrzej Urny – gitara
- Marcin Pospieszalski – gitara basowa
- Andrzej Rusek – gitara basowa
- Leszek Biolik – gitara basowa
- Jerzy Piotrowski – perkusja
- Andrzej Ryszka – perkusja
- „Kuba” Majerczyk – perkusja
- Piotr „Jackson” Wolski – instrumenty perkusyjne
- Jorgos Skolias – śpiew
- Krystyna Śtańko – śpiew
- Ewa Uryga – śpiew

## Dyskografia

### Albumy
- Young Power (1987)
- Nam Myo Ho Renge Kyo (1988)
- Man of Tra (1989)

### Kompilacje
- Young Power (1991)

### Kompilacje różnych wykonawców
- Solidarność Anti-Apartheid (1990) – utwór: „We've Coming Long Way/Not Last” (wykonany razem z Martinem Toe)
- Why Not Samba (2008) – utwór: „First Not Last”